# Etowah, Tennessee
Etowah är en ort i McMinn County i Tennessee. Vid 2020 års folkräkning hade Etowah 3 603 invånare.